# Xã Wyanett, Quận Isanti, Minnesota
Xã Wyanett (tiếng Anh: Wyanett Township) là một xã thuộc quận Isanti, tiểu bang Minnesota, Hoa Kỳ. Năm 2010, dân số của xã này là 1.729 người.